# Watchmen (película)
Watchmen (título original en inglés y en España, Watchmen, Los Vigilantes en México, y Watchmen: Los Vigilantes en el resto de Hispanoamérica) es una película estadounidense de acción y ciencia ficción de 2009 dirigida por Zack Snyder, adaptación fílmica de la serie limitada de cómics homónima ganadora del premio Hugo, escrita y dibujada por Alan Moore y Dave Gibbons, respectivamente. Es protagonizada por Jackie Earle Haley, Patrick Wilson, Malin Åkerman, Billy Crudup, Jeffrey Dean Morgan, Matthew Goode, Stephen McHattie y Carla Gugino.
Su historia transcurre en un 1985 alternativo y sigue a un grupo de exvigilantes mientras la tensión entre los Estados Unidos y la Unión Soviética aumenta drásticamente. Comenzó a filmarse en Vancouver en septiembre de 2007 y su estreno fue el 6 de marzo de 2009. Al igual que con su película anterior, 300, Snyder se basó en el cómic para crear los guiones gráficos; sin embargo, esta vez decidió no utilizar croma para filmar la totalidad de la película.
Tras la publicación de la serie en 1986, el desarrollo de la adaptación a la pantalla grande estuvo atascado durante varios años. El productor Lawrence Gordon comenzó el proyecto en los estudios 20th Century Fox y Warner Bros. Junto al productor Joel Silver y el director Terry Gilliam, aunque más tarde Gilliam consideró que el cómic era imposible de llevar a la pantalla a causa de su complejidad. Durante la década de 2000, Gordon y Lloyd Levin trabajaron con Universal Studios y Paramount Pictures para producir un libreto escrito por David Hayter (según el cual la historia transcurría en la actualidad). Darren Aronofsky y Paul Greengrass estuvieron vinculados al proyecto de Paramount antes que este se cancelara debido a disputas relacionadas con el presupuesto. Este regresó a Warner Bros, y Snyder fue contratado para ocupar el puesto de director en 2006; mientras tanto, Paramount mantuvo los derechos a nivel internacional. Más adelante, Fox demandó a Gordon por no pagar en 1991 una parte de la compra, lo que le permitió desarrollar la película en los demás estudios.
Se lanzó un DVD basado en los elementos del universo de Watchmen, que incluyó una adaptación animada del cómic Relatos del Navío Negro (Tales of the Black Freighter), perteneciente a la historia, con Gerard Butler, además del documental Bajo la máscara (Under the Hood), que describe a la generación anterior de superhéroes y proporciona un trasfondo a la película Watchmen. También se editó una versión extendida del filme que incorpora Relatos del Navío Negro intercalado dentro de la historia principal, de modo tal que evocaba al cómic.

## Sinopsis
Los Minutemen son un grupo de hombres y mujeres disfrazados que luchan contra el crimen, grupo formado en 1938 en respuesta a un aumento de las pandillas y delincuentes, también disfrazados, y los Watchmen se forman similarmente décadas más tarde. Su existencia en los EE. UU. ha afectado dramáticamente los acontecimientos del mundo: los superpoderes del Dr. Manhattan (Billy Crudup) ayudan a Estados Unidos a ganar la guerra de Vietnam, dando como resultado que el presidente Richard Nixon (Robert Wisden) fuera repetidamente reelecto en los años 80. La existencia del Dr. Manhattan le da al Occidente una ventaja estratégica sobre la Unión Soviética, que en esa década amenaza con escalar la Guerra Fría a una guerra nuclear. Durante ese tiempo, el creciente sentimiento antivigilante en el país orilla a luchadores contra el crimen enmascarado a estar fuera de la ley. Aunque muchos de los héroes están retirados, el Doctor Manhattan y El Comediante (Jeffrey Dean Morgan) operan como agentes sancionados por el gobierno, y Rorschach (Jackie Earle Haley) sigue operando fuera de la ley.
Investigando el asesinato del agente del gobierno Edward Blake, Rorschach descubre que Blake era el Comediante, y elabora la teoría de que alguien pudiera estar tratando de eliminar a los vigilantes. Así, intenta convencer a sus compañeros jubilados: su excompañero Daniel Dreiberg/Búho Nocturno II (Patrick Wilson), el Dr. Manhattan, y la última amante de este último, Laurie Jupiter/Espectro de Seda II (Malin Åkerman). Dreiberg es escéptico, pero aun así comenta su hipótesis al Vigilante convertido en multimillonario Adrian Veidt /Ozimandias (Matthew Goode).

## Argumento
En una época ficticia entre los años treinta y cuarenta, un grupo de justicieros enmascarados llamados los Minutemen aparecen como respuesta a la actividad criminal y se dedican a combatir la injusticia. No obstante por distintas razones la agrupación se ve mermada y acaba desintegrándose, dejándole el control de la ciudad a la policía. Varios años después una nueva generación de superhéroes, ahora llamados Watchmen ("Vigilantes"), se consolida para trabajar activamente en la sociedad. Sin embargo, el político Richard Nixon, convertido en presidente, después de utilizarlos para ganar la Guerra de Vietnam y derogar la Vigesimosegunda Enmienda, que prohíbe que alguien pueda ser elegido Presidente de los Estados Unidos más de dos veces, dicta la ley Keene, un acta que vuelve a los héroes ilegales y en consecuencia el grupo se retira de su auto-otorgado deber.
Unos años después, Edward Blake, más conocido como El Comediante, un miembro de ambas generaciones de héroes y agente del gobierno retirado, sufre un terrible ataque en su departamento por parte de un extraño a quien al parecer conoce, liderando una violenta batalla que culmina en su muerte. Los detectives a cargo de la investigación concluyen que fue un robo. Rorschach, el último Vigilante activo al margen de la ley, cree que se trata de un golpe contra los enmascarados y se pone a investigar la muerte de su antiguo compañero, así como también iniciar una búsqueda por sus antiguos colegas para advertirles de su teoría.
Rorschach visita a Daniel Dreiberg/Búho Nocturno II, Laurie Juspeczyk/Espectro de Seda II y a Jon Osterman/Dr. Manhattan con la esperanza de persuadirlos para retornar y protegerse de la supuesta amenaza, pero ninguno acepta la oferta, cada uno creyendo llevar un estilo de vida normal, cuando en verdad está repleta de problemas y complicaciones. Daniel vive su vida con cierta clase de vacío y decepción, extrañando ser un héroe pero negándose a reconocerlo. Por otra parte, Laurie está arrepentida de haber vivido como heroína y haberse convertido en la segunda Espectro de Seda por petición de su madre Sally Jupiter, quien fue la primera. Mientras tanto, Jon está comenzando a perder su humanidad y empatía con todos, en parte por ser el único miembro de su equipo que posee poderes que lo convierten en una especie de semidiós. En respuesta, la relación que lleva con Laurie se enfría y acaba de la peor manera. Dada la rivalidad que existía entre Rorschach y el héroe Adrian Veidt/Ozymandias, otro miembro de los Watchmen, Daniel decide advertir a Ozymandias de la teoría de Rorschach. A diferencia del resto de sus compañeros, este último sacó provecho de su identidad secreta como justiciero enmascarado y acabó produciendo millones de dólares en un intento de demostrar que podía enriquecerse sin ayuda de su herencia.
El día del funeral de Blake, Daniel, Jon, Adrian y la envejecida Sally Jupiter recuerdan la relación que llevaron con El Comediante y la influencia que fue para ellos. En medio de la investigación, Rorschach comienza a sospechar de William Edgar Jacobi/Moloch el Místico, un antiguo súper villano y enemigo de Blake quien misteriosamente asistió al funeral del mismo. El ex villano se justifica alegando que Blake irrumpió en su hogar unos días antes de su muerte ebrio y llorando como si tratase de redimirse.
En una entrevista con el Dr. Manhattan, un periodista comienza a acusarlo de causar cáncer a una serie de personas que fueron cercanas a él, incluyendo a su exnovia Janey Slater. Sintiéndose responsable de condenar a los seres que más amaba, John se exilia de la Tierra y va a Marte, donde tras recordar su vida entera hasta su transformación en el Dr. Manhattan y su participación en la guerra de Vietnam, el súperhombre crea un complejo sistema de cristal parecido al mecanismo interno de un reloj. De regreso en la Tierra, Daniel y Laurie, luego de tener una reunión, inician una relación sentimental, mientras Adrian recibe un ataque de un asesino a sueldo al que logra detener. 
En busca de nuevas respuestas Rorschach busca de nuevo a Moloch, pero es el enmascarado quien se lleva una sorpresa al encontrarse con el cadáver del villano. Después de un forzoso escape Rorschach es detenido en la cárcel, culpado del asesinato de Moloch y sometido a distintas pruebas psicológicas, donde recuerda su violenta niñez hasta su conversión en el sanguinario Rorschach. La presencia del sangriento justiciero causa un violento motín en la cárcel desatado por el Gran Jefe, un jefe de la mafia que busca vengarse de él. 
Después de mucho pensarlo y extrañarlo, Daniel y Laurie se ponen sus antiguos trajes y salen a patrullar como en los viejos tiempos, consiguiendo rescatar a unos civiles de un incendio. Poco después los dos comienzan a creer en la teoría de su compañero Rorschach y lo rescatan de la prisión. Al poco tiempo Manhattan viene por Laurie y la lleva a Marte, donde le explica que ya nada en la Tierra le importa y los dos descubren que El Comediante fue amante de Sally Jupiter y por lo tanto padre biológico de Laurie. 
En la Tierra, Búho Nocturno II y Rorschach descubren que el responsable de todo es Adrian Veidt/Ozymandias, quien mató a Blake después de que descubriera sus planes, armó su intento de asesinato e inculpó a Rorschach de la muerte de Moloch como parte de su plan maestro, el cual consiste en crear un ataque nuclear sobre varias ciudades importantes del mundo, lo que generaría un poder parecido a los de Manhattan, para crear una falsa guerra entre el mundo entero y el poderoso héroe, y de esa manera la humanidad entera olvidaría sus diferencias y comenzaría a trabajar en conjunción sin una sola guerra interna. Impresionados por el descubrimiento del siniestro plan y percatándose de que había sido ejecutado antes de su llegada, todos, incluyendo al Dr. Manhattan, deciden guardar silencio sobre la verdad de la falsa utopía creada por Ozymandias, excepto Rorschach, quien prefiere morir a manos de Manhattan a vivir una mentira, tras lo cual John deja la Tierra permanentemente. 
Unos días después, Daniel y Laurie siguen su relación y el mundo se vuelve un lugar más pacífico por primera vez en siglos. En otra parte de la ciudad, un reportero está buscando un trabajo para crear el reportaje más interesante de la historia, pero no consigue conciliar las distintas notas que le llegan. Desesperado, el hombre le pide a su asistente que busque una buena nota en el correo, donde encuentra el diario de Rorschach, que contiene toda la investigación del héroe desde la muerte de Edward Blake/El Comediante hasta sus sospechas y conclusiones sobre Adrian y su siniestro plan.

## Reparto
- Walter Kovacs / Rorschach (Jackie Earle Haley): Un antihéroe que continúa con sus actividades aun cuando se encuentran prohibidas por la ley. Con el transcurso del tiempo, pasa de ser un héroe «blando» a un asesino justiciero que ve el mundo como blanco o negro.[2] Haley y catorce de sus amigos arreglaron su audición, donde actuó escenas del cómic.[3] Rorschach lleva una máscara con manchas de tinta que cambian reflejando sus emociones: en los contornos de la máscara utilizada por Earle Haley se colocaron marcadores para la captura de movimiento, de modo que los animadores pudiesen crear las distintas expresiones cambiantes.[4] Haley halló que la máscara era «increíblemente motivadora para el personaje» debido a su diseño limitado que le daba calor;[5] la máscara tenía pequeños agujeros para que el actor pudiese ver.[4]

- Daniel Dreiberg / Búho Nocturno II (Patrick Wilson): un superhéroe retirado y experto en tecnología.[2] En junio de 2007, el actor estadounidense John Cusack expresó su interés en el papel,[6] aunque el nombre de Wilson ya estaba sonando como posible intérprete de Búho Nocturno. Si bien él no se pronunció al respecto, en julio el reparto de la película Lakeview Terrace, en la que Wilson participaba, concedió una entrevista a los medios de comunicación en el set de rodaje y Kerry Washington desveló que el actor ya les había confirmado su participación en Watchmen.[7] Wilson no había leído el cómic hasta que le ofrecieron el papel y le encantó;[8] además, para interpretar a Búho Nocturno subió de peso en lugar de utilizar un traje que lo hiciera parecer más gordo.[3]

- Jon Osterman / Doctor Manhattan (Billy Crudup): Un superhéroe y genio que trabaja para el gobierno de los Estados Unidos. Anteriormente, Keanu Reeves intentó hacerse con el papel,[9] pero desistió cuando el estudio puso el proyecto en espera a causa del presupuesto;[2] no obstante, visitó el estudio de grabación mientras se encontraba filmando The Day the Earth Stood Still y disfrutó la experiencia.[10] Además de interpretar a Osterman como humano en flashbacks, Crudup utilizó un traje blanco de captura de movimiento que estaba cubierto de luces azules para que luego pudiera generarse por computadora al Dr. Manhattan. Crudup afirmó que debía concentrarse en el personaje del cómic porque sentía que el traje lo hacía ver ridículo.[3] A pesar de que fuera Crudup quien grabara todas las escenas del Doctor Manhattan, el cuerpo que aparece en pantalla no es el suyo, ni siquiera uno creado digitalmente, ya que el que se ve es el del modelo Greg Plitt.

- Edward Blake / El Comediante (Jeffrey Dean Morgan): Un vigilante respaldado por el gobierno de los Estados Unidos. Antes de la selección de Morgan, los productores Lawrence Gordon y Lloyd Levin se reunieron con Ron Perlman para conversar acerca de su inclusión como el Comediante.[11] Morgan considera que el papel fue todo un desafío y explica que «por alguna razón, cuando uno lee el cómic no odia a este tipo aunque haga cosas de las que es mejor no hablar. [...] Mi trabajo consiste en hacer llegar eso para que cuando lo vean no quieran disculparse por que les agrada, sino que no lo odien como deberían pese a hacer lo que hace».[12]

- Laurie Juspeczyk / Espectro de Seda II (Malin Akerman): Una ex superheroína. Åkerman describe a su personaje como el motor psicológico y emocional de la película, puesto que es la única mujer. La actriz realizó un entrenamiento físico y de lucha para encarar su papel.[13]

- Adrian Veidt / Ozymandias (Matthew Goode): Un superhéroe que, tras haberse retirado, hizo pública su identidad. Se le conoce como el hombre más inteligente del mundo y es un gran artista marcial, rozando lo sobrehumano. Originalmente, el papel de Ozymandias estuvo vinculado con los actores Jude Law[9] y Tom Cruise,[14] quienes abandonaron el proyecto a causa del retraso del estudio debido a los problemas con el presupuesto.[2]

- Hollis Mason / Búho Nocturno (Stephen McHattie): El primer vigilante en utilizar la identidad de Búho Nocturno.[15]

- Sally Jupiter / Espectro de Seda (Carla Gugino): Una superheroína ya anciana y retirada, madre de Laurie Juspeczyk. El personaje de Gugino aparece con veinticinco años en los 40 hasta los sesenta y siete años en los 80, por lo que la actriz debió usar maquillaje que simulara su envejecimiento. Gugino describió al traje de su personaje como una mezcla de Bettie Page y Alberto Vargas; además, se la peinó de según el modo característico de su personaje, aunque para la película se le dio una forma más realista.[16]

- Moloch el Místico (Matt Frewer): Un anciano a quien de joven se conocía como uno de los criminales más importantes y un ilusionista, actualmente rehabilitado.[17]

- El Hombre Polilla (Niall Matter): Pese a que no forma parte de la trama principal de la historia, aparece en flashbacks cuando, durante sus últimos años, su cordura se vio comprometida, lo que pone nerviosa a la segunda Espectro de Seda. La mayoría de los Minutemen lo recuerdan con afecto, y el primer Búho Nocturno envía al segundo a visitarlo, sin traje, en su nombre.[18]

En junio de 2007 el actor Thomas Jane dijo que Snyder estaba interesado en que participara del casting de la película. Snyder señaló que buscaba actores jóvenes debido a los muchos flashbacks y que era más sencillo hacer que estos parecieran de mayor edad mediante el maquillaje que contratar a dos actores para el mismo papel.
Durante julio de 2007, los productores de Watchmen comenzaron el proceso de selección de actores para buscar personas parecidas a los famosos de la época que aparecerían en la película, entre ellos Richard Nixon, Henry Kissinger, H. R. Haldeman, Ted Koppel, John McLaughlin, Annie Leibovitz, John Lennon y Yoko Ono, Fidel Castro, Albert Einstein, Norman Rockwell, John F. Kennedy y Jackie Kennedy, Andy Warhol, Mao Zedong, Mick Jagger, David Bowie, Lee Iacocca y Larry King. El actor que interpreta a Nixon utilizó una máscara.

## Evolución del proyecto
En agosto de 1986, el productor Lawrence Gordon compró a 20th Century Fox los derechos para filmar Watchmen; el productor Joel Silver también se encontraba trabajando en el filme. Fox le solicitó a Alan Moore que escribiera un libreto basado en su historia, pero este no aceptó, por lo que el estudio contrató al guionista Sam Hamm para que escribiera el libreto. Condensar las cuatrocientas páginas (a razón de nueve viñetas por página) de la obra de Moore en un libreto de ciento veintiocho páginas fue una ardua tarea para Hamm, quien se tomó la libertad de reescribir el complicado final de modo que fuese una conclusión «más manejable» que incluía un asesinato y una paradoja temporal. En 1991, Fox puso el proyecto en venta y cedió parte de los derechos a Largo International. Cuando Largo se desmanteló, Gordon acordó reembolsar a Fox a cambio de poder llevar el proyecto a otro estudio.
Gordon y Silver se presentaron ante Warner Bros., donde Terry Gilliam se agregó al proyecto en calidad de director de la película. Este, insatisfecho por el manejo de los personajes dentro del libreto de Hamm, se puso en contacto con su antiguo colaborador Charles McKeown para que lo reescribiese. El segundo borrador, que recibe créditos de Gilliam, Warren Skaaren y Hamm, utilizaba el diario de uno de los personajes, Rorschach, como voice-over e incorporaba escenas del cómic que Hamm había eliminado. Según el dibujante de Watchmen, Dave Gibbons, Silver quería que Arnold Schwarzenegger interpretara al Doctor Manhattan. Por su parte, Terry Gilliam estaba interesado en que Johnny Depp participase en la película, inicialmente, interpretando a El Comediante. La filmación tendría lugar en Pinewood Studios. Debido a que las los películas anteriores de Gilliam y Silver, Las aventuras del Barón Munchausen y Die Hard 2, respectivamente, habían excedido sus presupuestos, solo pudieron hacerse con veinticinco millones de dólares para la filmación de Watchmen (tan solo un cuarto del presupuesto necesario). Gilliam abandonó el proyecto a causa de dichos problemas monetarios y además dictaminó que Watchmen habría sido infilmable: «Me pareció que reducir [la historia] a dos o dos horas y media de película [...] era quitar la esencia de lo que Watchmen era», dijo Gilliam. Después de que Warner Bros. hizo a un lado el proyecto, Gordon invitó a Gilliam a volver al frente del filme en forma independiente; sin embargo, el director volvió a negarse puesto que creía que lo mejor para el cómic sería adaptarlo como una miniserie de cinco horas.
En octubre de 2001, Gordon y Universal Studios contrataron al guionista David Hayter para escribir y dirigir Watchmen a cambio de un cheque de «siete cifras». Hayter señaló que su intención era comenzar a filmar a comienzos de 2002, no obstante el primer borrador no estuvo completo sino hasta julio de ese año. En mayo de 2003, y pese al desacuerdo inicial de Moore respecto del proyecto, Hayter afirmó que había recibido la bendición del escritor para llevar adelante la película y, en julio, el productor Lloyd Levin anunció que Hayter había terminado el guion, al cual llamó «una estupenda adaptación [...] que exalta al cómic en todo sentido». Pero Hayter y los productores abandonaron Universal por diferencias creativas y, en octubre de 2003, Gordon y Levin expresaron su interés por llevar Watchmen a Revolution Studios, donde habían realizado Hellboy, y que además pretendían grabar en Praga. El proyecto no pudo prosperar en Revolution y, eventualmente, fue abandonado.
En julio de 2004 se anunció que Paramount Pictures produciría Watchmen, con Darren Aronofsky dirigiendo el guion escrito por Hayter. Gordon y Levin seguían estando vinculados a la realización de la película y colaborarían con Eric Watson, productor de los filmes de Aronofsky. Pero Aronofsky dejó el proyecto para dirigir La Fuente de la vida y Paramount lo reemplazó con Paul Greengrass, estipulando el lanzamiento de la película para el verano de 2006. Simon Pegg estuvo involucrado en las negociaciones para interpretar a Rorschach, mientras que Daniel Craig, Jude Law y Sigourney Weaver se interesaron también en el filme. Como método publicitario, Paramount lanzó un tráiler actualmente desaparecido, con un tablón de mensajes y un fondo de pantalla para la computadora listo para bajar de Internet. El dibujante Tristan Schane realizó diseños del Dr. Manhattan para la película, en los cuales se podrían ver sus intestinos. En marzo de 2005, se surgió el rumor de que Donald De Line, ejecutivo de Paramount, habría dejado el estudio, poniendo en peligro a varios proyectos de alto perfil, Watchmen incluido. Días antes, De Line había estado en Londres señalando con vehemencia la necesidad de reducir el presupuesto de Watchmen para que la filmación pudiera comenzar. A consecuencia del recorte potencial en el presupuesto por parte del nuevo ejecutivo, Brad Grey, Levin planteó mover el proyecto de Pinewood Studios (donde se pretendía filmarlo) para así tratar de abaratar costos filmando fuera del Reino Unido. Finalmente, Paramount colocó el proyecto de Watchmen en venta.
En octubre de 2005, Gordon y Levin estuvieron conversando con Warner Bros., el segundo estudio vinculado con la realización de Watchmen, y en diciembre los productores confirmaron que el proyecto se llevaría a cabo allí, aunque sin Greengrass. Además, se señaló que el filme estaba «pendiente de escritura», es decir que el guion de David Hayter había sido hecho a un lado. Pese a esto, Hayter comentó que esperaba que su libreto fuera utilizado por Warner y que lo llamaran para dirigir su «proyecto soñado». La Fox aviso a la Warner meses antes de empezar el rodaje de que era ilegal lo que estaban haciendo. La Warner no hizo caso y comenzó el rodaje y semanas después seguía recibiendo quejas de la Fox hasta que finalmente, el 8 de febrero de 2008, con la filmación casi concluida, Fox inició un juicio contra Warner Bros. afirmando que el productor Lawrence Gordon jamás les había pagado cuando comenzó a buscar un nuevo estudio para realizar el proyecto. Finalmente, la Fox ganó el juicio y la Warner tuvo que ceder parte de la taquilla.

## Producción
Luego de la buena impresión que dejó el trabajo de Zack Snyder en 300, la adaptación del cómic homónimo creado por Frank Miller, Warner Bros. negoció con el director para que realizara Watchmen, y el 23 de junio de 2006, el estudio anunció que Snyder dirigiría la película, mientras que Alex Tse se encargaría de escribir el libreto. Para el nuevo libreto, Tse tomó «los mejores elementos» de los borradores pertenecientes a los dos proyectos anteriores, escritos por David Hayter. En lugar de mantener el escenario contemporáneo que había creado Hayter, el guion regresó a la ambientación original en medio de la Guerra Fría. Warner aceptó situar la historia durante los años 1980 y el director agregó una secuencia en el montaje de títulos para presentar a la audiencia los acontecimientos sucedidos durante esa época en la historia alterna de los Estados Unidos. Snyder mantuvo el final de la película tal como lo había escrito Hayter ya que simplificaba detalles de la conspiración y el director pensaba que esto permitiría más tiempo en pantalla para explorar la historia personal de los personajes.
Respecto de su plan para la filmación de Watchmen, Snyder comentó: «Las viñetas (del cómic) contienen tantos easter eggs que uno desea lograr el mismo nivel de detalle en la película». Al igual que con su enfoque al realizar 300, el director empleó el cómic como storyboard y viajaba con una copia de este, haciendo anotaciones en sus páginas. Entre las influencias mencionadas por Snyder en cuanto a lo visual, además del cómic, se encuentran Taxi Driver y Seven. Tras la revisión del libreto en febrero de 2007, el director declaró que la película requería 2 horas y media de duración y solicitó un presupuesto de 150 millones de dólares, pero Warner decidió mantenerlo por debajo de los 100 millones. Para dotar a la producción de una problemática actual, Snyder enfatizó la subtrama preexistente sobre los recursos energéticos, pero decidió que reemplazar a Richard Nixon por Ronald Reagan alienaría al público estadounidense. Roberto Orci y Alex Kurtzman se reunieron con Snyder dos veces durante las últimas etapas de preproducción para seguir revisando el guion, aunque el director explicó que, para el estudio, el guion no era sino un documento y que, en su opinión, la verdadera guía en la realización del proyecto eran sus guiones gráficos. Además, se contrató a James Kakalios, autor de The Physics of Superheroes, en carácter de asesor científico. Durante la filmación, Snyder siguió agregando diálogos para mencionar más de la historia previa de los personajes, de modo tal que la película fuera tan fiel al cómic como fuese posible.

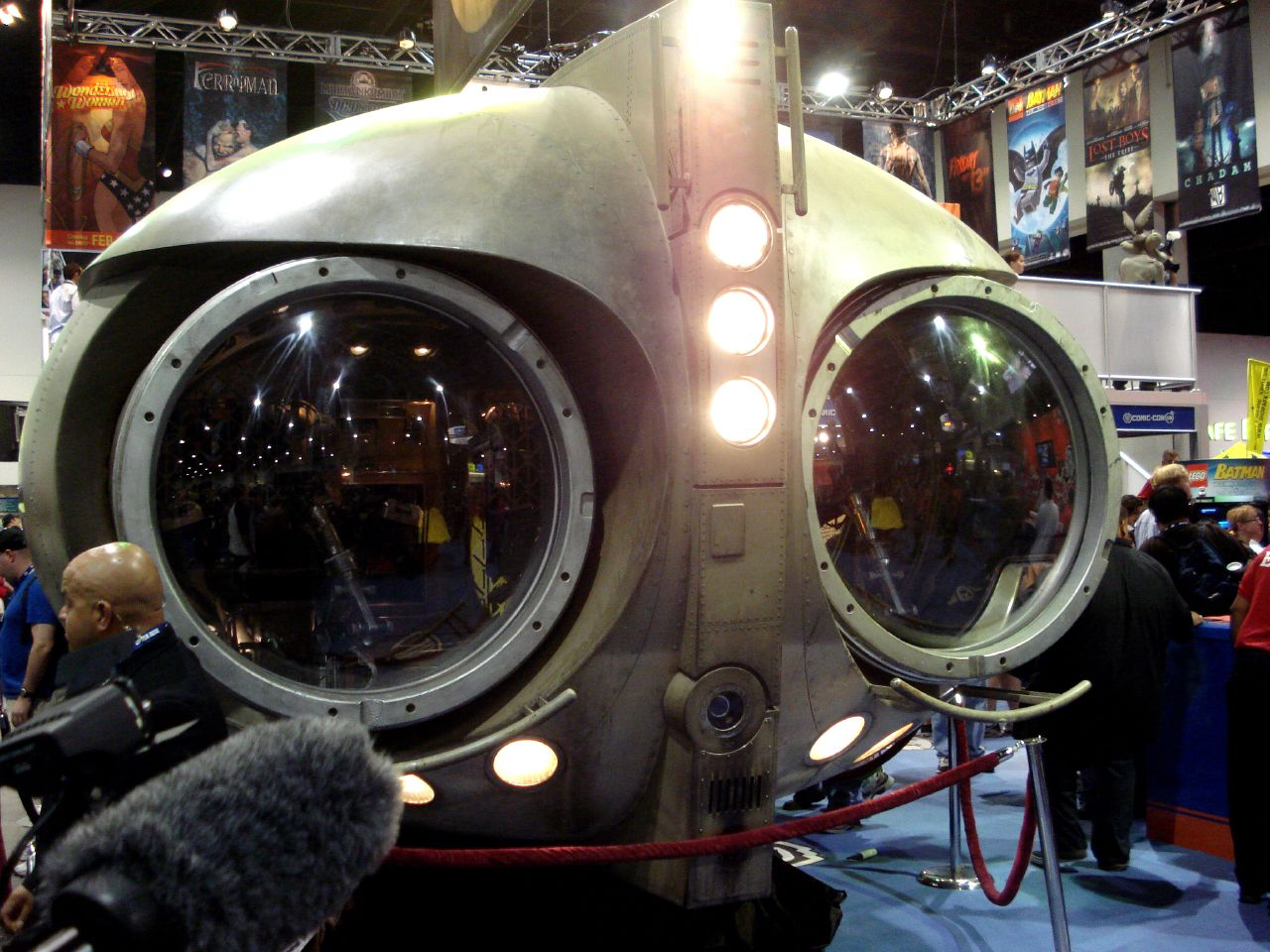
Archie (aeronave de Búho Nocturno) en exhibición en la Comic-Con de 2008.

En diciembre de 2006, se confirmó la participación de los artistas de cómics Adam Hughes y John Cassaday en el trabajo sobre los personajes y el diseño de vestuario, mientras que para marzo de 2007 se realizaron las pruebas de vestuario. El productor asociado de 300, Wesley Coller, interpretó a Rorschach durante una prueba de vestuario que Snyder incorporó al tráiler de 300. Pese a su intención de mantenerse fiel a la apariencia de los personajes en el cómic, el director pretendía que Búho Nocturno pareciese más atemorizante y que Ozymandias tuviese verdaderos atuendos y objetos egipcios. Los personajes de Búho Nocturno y Espectro de Seda fueron los que más cambiaron respecto del cómic ya que Snyder sentía que «la audiencia podría no apreciar la inocencia de los trajes originales. Así que se realizó un esfuerzo para darles una [...] apariencia moderna. Y no moderna en el sentido de 2007, sino en términos de estética superheroica». Además, quería que la vestimenta «juzgase de forma directa a muchos de los vigilantes enmascarados modernos»; por ejemplo, el traje de Ozymandias, con sus músculos moldeados y pezones, es una parodia a los utilizados en Batman Forever (1995) y Batman y Robin (1997). Los diseñadores de escenografía eligieron las obras de cuatro escultores de Kansas City que descubriron en Internet, para utilizarlas en el set de grabación del departamento del Dr. Manhattan.
Snyder esperaba realizar la fotografía principal de la película entre junio y septiembre de 2007, pero la filmación se retrasó hasta el 17 de septiembre del mismo año. La producción se estableció en Vancouver, donde se construyó un plató exterior que simulara la ciudad de Nueva York; para la filmación de escenas dentro de departamentos u oficinas, se utilizaron sets de grabación; mientras que las secuencias de Marte y la Antártida se filmaron contra pantallas verdes. La filmación terminó el 19 de febrero de 2008. Sony Pictures Imageworks e Intelligent Creatures son dos de las compañías de efectos visuales que trabajaron en la película.
El primer corte de la película tiene tres horas de duración. En relación con esto, Snyder adoptó el papel de «guardián» del mensaje del cómic, explicando: «Mientras que [el estudio] conspira diciendo “No. Largo. Largo. Largo. Funcionalidad” [...] perdí la perspectiva al respecto porque, para mí, la realidad es que me enloquecen las pequeñas cosas tanto como a cualquiera. Cuando me dicen “tenemos que acortarla. No es necesaria esta toma del letrero del garage de Hollis Mason”, yo respondo: “¿De qué me hablan? Claro que sí. ¿Están locos? ¿Cómo hará la gente para disfrutar la película sin mierda como esa?”. Así que es difícil para mí». El presidente de producción de Warner Bros., Jeff Robinov, adelantó que lo más probable era que la película se estrenase con una duración de 145 minutos.

### Versión del director
La versión del director de la película (con una duración de 186 minutos) fue lanzada de forma exclusiva en Los Ángeles, Dallas, Mineápolis, y Nueva York. Esta versión fue publicada en DVD en Estados Unidos, incluyendo una obra de teatro. La versión del director también se lanzó en Blu-ray, pero no así la obra de teatro. La versión que sí la incluía también se publicó en DVD y Blu-ray en Europa.

### Ultimate cut
En noviembre de 2009, un conjunto de cuatro discos fueron lanzados como «Ultimate Cut». Esta versión incluye el corte del director de la película reeditado para contener «Relatos del Navío Negro» en la historia, ya que aparece en la novela gráfica, con lo que el tiempo de duración de la película se extiende a 215 minutos. El set también incluye 2 horas adicionales de características de Under the Hood y The Complete Motion Comic. Originalmente lanzado solo en DVD, el set más tarde se hizo disponible en Blu-ray.

### Música y banda sonora
El compositor Tyler Bates comenzó a crear la música de la película en noviembre de 2007, planeando presenciar la grabación durante una semana por cada mes y ver los cortes de las escenas terminadas para iniciar un borrador de la música. La banda sonora de Watchmen utiliza algunas de las canciones que se mencionan en el cómic, incluida «The Times They Are a-Changin'» de Bob Dylan, que puede escucharse durante la escena inicial. Además, el director acordó con la banda My Chemical Romance que grabaran una versión de la canción de Bob Dylan «Desolation Row» para los créditos finales de la película.

## Reacciones de Moore y Gibbons

### Proyectos anteriores

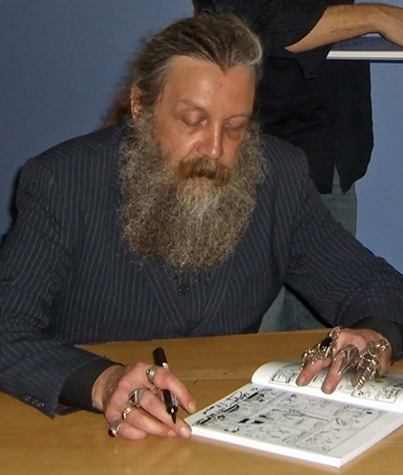
Alan Moore, escritor del cómic Watchmen y firme opositor de su adaptación cinematográfica.

Durante una entrevista con Danny Graydon de la revista Variety, realizada cuando Warner Bros. tuvo por primera vez los derechos para realizar Watchmen, el escritor Alan Moore se opuso firmemente a la adaptación cinematográfica de su cómic señalando: «La gente dice “Oh, sí, Watchmen es muy cinematográfica”, cuando en realidad no lo es. Es prácticamente lo opuesto de cinematográfica». Moore dijo que, mientras se preparaba para dirigir Watchmen para Warner Bros., Terry Gilliam le había preguntado cómo la filmaría él. El escritor le habló a Graydon acerca de su respuesta: «Tuve que decirle que, honestamente, no creía que pudiese filmarse. Yo no la había escrito pensando en los puntos comunes entre el cine y los cómics, que existen, pero en mi opinión son bastante irrelevantes. La escribí pensando en las cosas que los cómics pueden hacer y que ni el cine ni la literatura pueden».
En diciembre de 2001, Moore le comentó a Entertainment Weekly que además «con un cómic, uno puede tomarse el tiempo que quiera para absorber los detalles del escenario, registrando cada pequeña cosa que pueda estar allí. También se puede volver atrás varias páginas con relativa sencillez, para ver dónde una imagen determinada se conecta con un diálogo de algunas páginas anteriores. Pero en una película, debido a la naturaleza del medio, se nos arrastra a lo largo de 24 cuadros por segundo». Moore se opuso a la adaptación de Watchmen desde el comienzo, pretendiendo que cualquier tipo de regalías que pudiesen resultar del filme fueran para el dibujante Dave Gibbons. Según Moore, el libreto de David Hayter «era lo más cercano que imaginaba que alguien pudiese acercarse a Watchmen»; sin embargo, agregó que «no iré a verlo. Mi libro es un cómic. No una película, no una novela. Un cómic. Se creó de un modo determinado y se diseñó para leerse de cierta manera: en un sillón, cómodamente ubicado junto a un fuego, con una taza de café caliente».
En una primera entrevista con Ken Tucker de Entertainment Weekly, Dave Gibbons, dibujante del cómic, dijo que según él ya había pasado el momento para realizar una película de Watchmen. En esa misma época, Darren Aronofsky señalaba su interés en dirigir la película para Paramount Pictures; no obstante, Gibbons afirmó que «era más probable que sucediera cuando Batman resultó ser un gran éxito, pero la oportunidad se perdió». Gibbons también le comentó a la revista Neon que «en cierto modo, estoy contento porque no hubiera estado a la altura del cómic».

### Producción

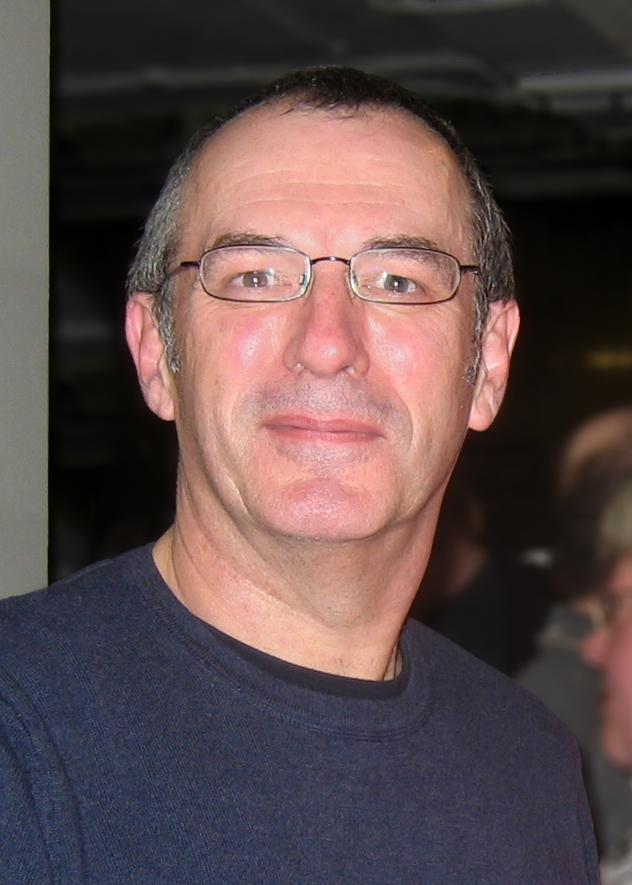
Dave Gibbons, dibujante de Watchmen, fotografiado en el año 2005.

En noviembre de 2006, el director Zack Snyder manifestó que esperaba poder hablar con Moore antes de comenzar la filmación pese a que este había jurado no involucrarse en ninguna producción cinematográfica o televisiva luego de su desacuerdo con la adaptación fílmica de V for Vendetta. Durante una entrevista realizada en julio de 2007 Moore afirmó respecto del proyecto de Snyder que «si pretenden darle un giro innovador como hicieron con V for Vendetta, estoy listo para otro año criticándolos a viva voz en cada entrevista que dé hasta que quiten mi nombre de la película». Antes de filmar, Snyder dijo: «Respeto completamente sus deseos de no involucrarse en la película». Dave Gibbons disfrutó el libreto escrito por Alex Tse; además, impresionado por el entusiasmo de Snyder, comentó: «Creo que Zack tiene la capacidad de hacer una muy buena película, y también creo que Watchmen tiene la capacidad de ser una muy buena película… Básicamente, tiene todo mi apoyo». Gibbons le dio al director algunos consejos en cuanto al guion, y este los aceptó.
En enero de 2008, Alan Moore hizo conocer que había negociado para que quitasen su nombre de la película de Zack Snyder y para que todas las regalías fueran a manos de Dave Gibbons. Comentó que el dibujante le había preguntado si le interesaba estar al tanto del progreso de la película, pero contestó que no. Moore manifestó que «no voy a verla, obviamente. Al menos puedo mantenerme neutral siempre y cuando no pongan mi nombre en la película ni jueguen esos juegos tontos y finalmente inútiles de la vez anterior y que tan bien les resultaron».

## Marketing
En enero de 2009, DC Direct puso a la venta muñecos basados en la película. Además, el director Zack Snyder dispuso una competencia en YouTube para que los fanáticos de Watchmen inventasen comerciales falsos de los productos fabricados por la empresa Veidt de la ficción. El primer tráiler de la película se vio en las proyecciones cinematográficas de The Dark Knight.

### Lanzamientos en DVD
«Relatos del Navío Negro», un cómic dentro de la novela gráfica Watchmen, fue adaptado en forma de una producción animada directa a video, la cual fue lanzada a la venta el 11 de marzo de 2009. Pese a que inicialmente había estado incluida en el libreto, se la quitó debido a las limitaciones del presupuesto, ya que el segmento hubiese costado otros veinte millones de dólares más a causa de que Snyder deseaba filmarlo en un estilo similar al de 300. Snyder tuvo en cuenta incorporar el filme animado en el corte final, pero la película ya estaba cercana a las tres horas de duración. Gerard Butler, quien actuó en 300, pone su voz al capitán del navío tras habérsele prometido un papel en la película, algo que nunca se concretó.
El DVD de «Relatos del Navío Negro» también incluye «Bajo la máscara», un documental que detalla la historia previa de los personajes y se guía por la novela ficticia de Hollis Mason dentro de Watchmen. La película salió en formato DVD cuatro meses después, y además de esto, en Internet se lanzaron una docena de cortometrajes (de alrededor de 20 minutos de duración cada uno), los cuales narran paneles del cómic, para así familiarizar a quienes no tuvieron un contacto previo con la historia.

### Versión casera
Watchmen se lanzó en Blu-ray y DVD el 21 de julio de 2009; y en 2016 se lanzó la versión 4K UHD. En ventas en DVD, la película recaudó $65,539,379 dólares y en Blu-ray $94,596,750, para un total de $160,136,129 dólares.

## Recepción

### Taquilla
Watchmen fue estrenada la medianoche del 5 de marzo de 2009, y recaudó un total estimado de USD 4,6 millones en este preestreno, aproximadamente el doble de 300, la anterior adaptación de un cómic de Snyder. La película recaudó USD 24 515 772 en 3611 cines en su primer día, y finalmente terminó su fin de semana de estreno ganando USD 55 214 334. El fin de semana de estreno de Watchmen es el más alto de cualquier adaptación de Alan Moore hasta la fecha, y el ingreso fue también mayor que el total de la taquilla de From Hell, que terminó con USD 31 602 566. Aunque la película terminó con USD 55 millones en su estreno (mientras que la anterior adaptación de Snyder, 300, ganó USD 70 millones), Dan Fellman de Warner Bros. afirmó que el éxito del fin de semana de estreno de las dos películas no podía ser comparado debido a que lo prolongado del tiempo de duración de Watchmen —la película dura 2 horas y 45 minutos, mientras que 300 dura menos de dos horas— proporcionaba a la película de 2009 menos proyecciones por la noche que 300. Junto a los cines normales, Watchmen obtuvo 5,4 millones de dólares en 124 pantallas IMAX, lo que la posicionaba como el quinto mejor estreno, por detrás de Transformers: la venganza de los caídos, Star Trek, Avatar y The Dark Knight.

### Crítica
Watchmen recibió una reacción polarizada tanto por parte de las audiencias como de la crítica. Algunos le dieron críticas abrumadoramente positivas por su oscuro y único enfoque del género de superhéroes, el elenco y los efectos visuales; mientras que otros la ridiculizaron por las mismas razones, así como la calificación R (por «fuerte violencia gráfica, sexualidad, desnudez y lenguaje»), el tiempo de duración y porque su narrativa excesivamente confusa la hacía difícil de entender.
En el sitio web Rotten Tomatoes, Watchmen tiene actualmente un 65% de aprobación, basado en 311 críticos verificados y 71% de aprobación basado en más de 250.000 valoraciones de usuarios, con una puntuación media de 6,4/10. El consenso crítico del sitio dice: «Visualmente impactante, Watchmen es una fiel adaptación de la novela gráfica de Alan Moore, pero su complejidad narrativa puede hacerla muy complicada al público general». En el sitio IMDb la película tiene una puntuación de 7.6/100 basado en más de 588.000 valoraciones de usuarios.y en Filmaffinity tiene un 6,8/100 basado en 78.631 votos de usuarios.
En comparación, en el sitio web Metacritic, la película tiene una puntuación de 56 sobre 100, basada en 39 críticos, lo que indica «revisiones mixtas o promedio». Las encuestas realizadas por CinemaScore informaron que los cinéfilos, en promedio, le dieron a la película una «B» en una escala de «A+» a «F», y que la mayor parte de la audiencia estaba formada por hombre adultos.

## Premios y candidaturas
Watchmen fue candidata a un premio en los 2009 VES Awards, siete premios en la ceremonia número 36 de los Premios Saturn y 13 premios en los 2009 Scream Awards. La película también fue candidata al Premio Óscar a los Mejores efectos visuales, aunque no llegó a la lista final.
| Año  | Premio                             | Categoría                                                | Destinatario                            | Resultado  | Referencia |
| ---- | ---------------------------------- | -------------------------------------------------------- | --------------------------------------- | ---------- | ---------- |
| 2010 | Premios Saturn                     | Mejor película de fantasía                               | Mejor película de fantasía              | Ganadora   | [ 99 ]     |
| 2010 | Premios Saturn                     | Mejor vestuario                                          | Michael Wilkinson                       | Ganador    | [ 99 ]     |
| 2010 | Premios Saturn                     | Mejor DVD (Edición especial)                             | "The Ultimate Cut"                      | Ganador    | [ 99 ]     |
| 2010 | Premios Saturn                     | Mejor DVD                                                | Eric Matthies                           | Ganador    | [ 99 ]     |
| 2010 | Premios Saturn                     | Mejor actriz de reparto                                  | Malin Akerman                           | Candidata  | [ 99 ]     |
| 2010 | Premios Saturn                     | Mejor Director                                           | Zack Snyder                             | Candidato  | [ 99 ]     |
| 2010 | Premios Saturn                     | Mejor guion                                              | Alex Tse                                | Candidato  | [ 99 ]     |
| 2010 | Premios Saturn                     | Mejor guion                                              | David Hayter                            | Candidato  | [ 99 ]     |
| 2010 | Premios Saturn                     | Mejor diseño de producción                               | Alex McDowell                           | Candidato  | [ 99 ]     |
| 2010 | Premios Saturn                     | Mejores efectos especiales                               | John 'D.J.' Des Jardin                  | Candidato  | [ 99 ]     |
| 2010 | Premios Saturn                     | Mejores efectos especiales                               | Peter G. Travers                        | Candidato  | [ 99 ]     |
| 2010 | Premios Saturn                     | Mejores efectos especiales                               | Joel Whist                              | Candidato  | [ 99 ]     |
| 2010 | Premios Saturn                     | Mejores efectos especiales                               | Jessica Norman                          | Candidata  | [ 99 ]     |
| 2009 | BMI Film & TV Awards               | BMI Film Music Award                                     | Tyler Bates                             | Ganador    | [ 100 ]    |
| 2009 | Hollywood Post Alliance            | Mejor audio en una película                              | Chris Jenkins                           | Ganador    | [ 101 ]    |
| 2009 | Hollywood Post Alliance            | Mejor audio en una película                              | Frank A. Montaño                        | Ganador    | [ 101 ]    |
| 2009 | Hollywood Post Alliance            | Mejor audio en una película                              | Scott Hecker                            | Ganador    | [ 101 ]    |
| 2009 | Hollywood Post Alliance            | Mejor audio en una película                              | Eric A. Norris                          | Ganador    | [ 101 ]    |
| 2010 | Motion Picture Sound Editors       | Mejor edición de sonido en una película                  | Mejor edición de sonido en una película | Candidata  | [ 102 ]    |
| 2010 | Online Film Critics Society Awards | Mejor actor de reparto                                   | Jackie Earle Haley                      | Candidato  | [ 103 ]    |
| 2010 | SFX Awards, UK                     | Mejor película                                           | Mejor película                          | Candidata  | [ 104 ]    |
| 2010 | SFX Awards, UK                     | Mejor director                                           | Zack Snyder                             | Candidato  | [ 104 ]    |
| 2009 | Scream Awards                      | Mejor actuación-femenina                                 | Malin Akerman                           | Candidata  | [ 105 ]    |
| 2010 | Visual Effects Society Awards      | Mejor personaje animado y en Live-action en una película | Doctor Manhattan                        | Candidato  | [ 106 ]    |
| 2010 | World Stunt Awards                 | Mejor pelea                                              | Tim Connolly & Richard Cetrone          | Candidatos | [ 107 ]    |

## Continuaciones

### Serie de televisión
El 1 de octubre de 2015, se informó que HBO estaba en conversaciones con Snyder para hacer una serie de televisión basada en los cómics; aunque no se dijo nada acerca de su relación con la película. A partir de 2016 se creía que las conversaciones sobre la serie de televisión estaban en espera como resultado de la participación de Snyder con el Universo Extendido de DC. En 2017, se informó que Snyder ya no estaba involucrado, pero Damon Lindelof lo estaría, adaptando el cómic para HBO, que en 2018 dio luz verde al proyecto, confirmando su adaptación a televisión. En octubre de ese año se lanzó un adelanto en su cuenta de Instagram y se tenía previsto su estreno a inicios de 2019. Finalmente, la serie, conformada por una sola temporada de 9 episodios, fue estrenada por HBO el 20 de octubre de 2019.